# Figura isotoxal
En geometria, un polítop (per exemple, un polígon o un políedre, o bé una tessel·lació) és isotoxal o aresta-transitiu si les seves simetries actuen transitivament sobre les seves arestes. En un llenguatge més planer, això significa que només hi ha un tipus d'aresta per aquest objecte: donades dues arestes hi ha una translació, rotació i/o reflexió que pot moure una aresta sobre de l'altre, deixant la regió ocupada per l'objecte sense canvis.
El terme isotoxal deriva del grec τοξον, 'arc'.